# Pierre Mathey
Pour l’article ayant un titre homophone, voir Pierre Matthey.
Pour les articles homonymes, voir Mathey.
Pierre Mathey est un homme politique français né le 30 juillet 1890 à Prauthoy (Haute-Marne) où il est décédé le 27 novembre 1972.

## Biographie
Agriculteur, il participe à de très nombreuses structures agricoles et para-agricoles, dont il est président ou vice-président. Il est conseiller municipal de Prauthoy en 1925, puis maire de 1942 à 1971. Il est conseiller général de 1945 à 1955, et sénateur de la Haute-Marne de 1955 à 1972, membre du groupe parlementaire gauche démocratique. Il est secrétaire du Sénat de 1961 à 1962, et doyen d'âge en 1971-1972.